# Karel Fonteyne
Karel Fonteyne, né à Anvers en 1950, est un photographe belge.

## Biographie
Après des études artistiques au SISA à Anvers, Karel Fonteyne entame une carrière dans la photo d’art. Il est reconnu à l’occasion d’une exposition au Palais des beaux-arts de Bruxelles, et à l’Internationaal Cultureel Centrum (I.C.C.) d’Anvers. En 1980 il déménage en Italie et commence une carrière de photographie de mode.
Karel Fonteyne a collaboré avec Martin Margiela, Dirk Bikkembergs, Walter Van Beirendonck, Marina Yee et Dirk Van saene.
Karel Fonteyne vit et travaille désormais entre Malines et Minorque.

## Œuvre
Son œuvre est composée de séries inspirées par le quotidien ou par les actualités. La série Pistoleros pour laquelle Fonteyne rassemble des brindilles et même les éléments d’un nid de colombe qu’il dispose et photographie comme autant d’armes pointées en constitue un exemple.

## Livres
- 1980 : Entre chien et loup
- 1987 : See Stars
- 1990 : Black Earth
- 2007 : Pistoleros
- 2014 : Tales Of Silence
- 2020 : Spell[1]

## Quelques Expositions
- Maison Européenne de la Photographie
- Palais des beaux-arts de Bruxelles
- Rencontres de la photographie d'Arles
- Fondation Joan-Miró
- Musée national centre d'art Reina Sofía
- Musée d'Art contemporain d'Anvers

## Quelques publications, campagnes et catalogues
- Vogue
- Bazar
- Linea Italjana
- Marie Claire [2]
- Michel Klein, Bloomingsdales, Basile, Hermès, Shicheido